# Horaglanis krishnai
Horaglanis krishnai är en fiskart som beskrevs av Menon, 1950. Horaglanis krishnai ingår i släktet Horaglanis och familjen Clariidae. IUCN kategoriserar arten globalt som otillräckligt studerad. Inga underarter finns listade i Catalogue of Life.